# (2038) Bistro
(2038) Bistro (1973 WF) – planetoida z grupy pasa głównego asteroid okrążająca Słońce w ciągu 3,8 lat w średniej odległości. 2,44 au. Odkryta 24 listopada 1973 roku.